# مت بر
مت بر (انگلیسی: Matt Barr؛ زادهٔ ۱۴ فوریهٔ ۱۹۸۴) یک هنرپیشه اهل ایالات متحده آمریکا است. وی از سال ۲۰۰۴ میلادی تاکنون مشغول فعالیت بوده‌است. او در مجموعهٔ تلویزیونی «خانواده هتفیلد و مک‌کوی» نقش‌آفرینی کرده است و از جمله فیلم های او می توان به توقفگاه، هفت زیرین و پدرو اشاره کرد.